# Сиделка

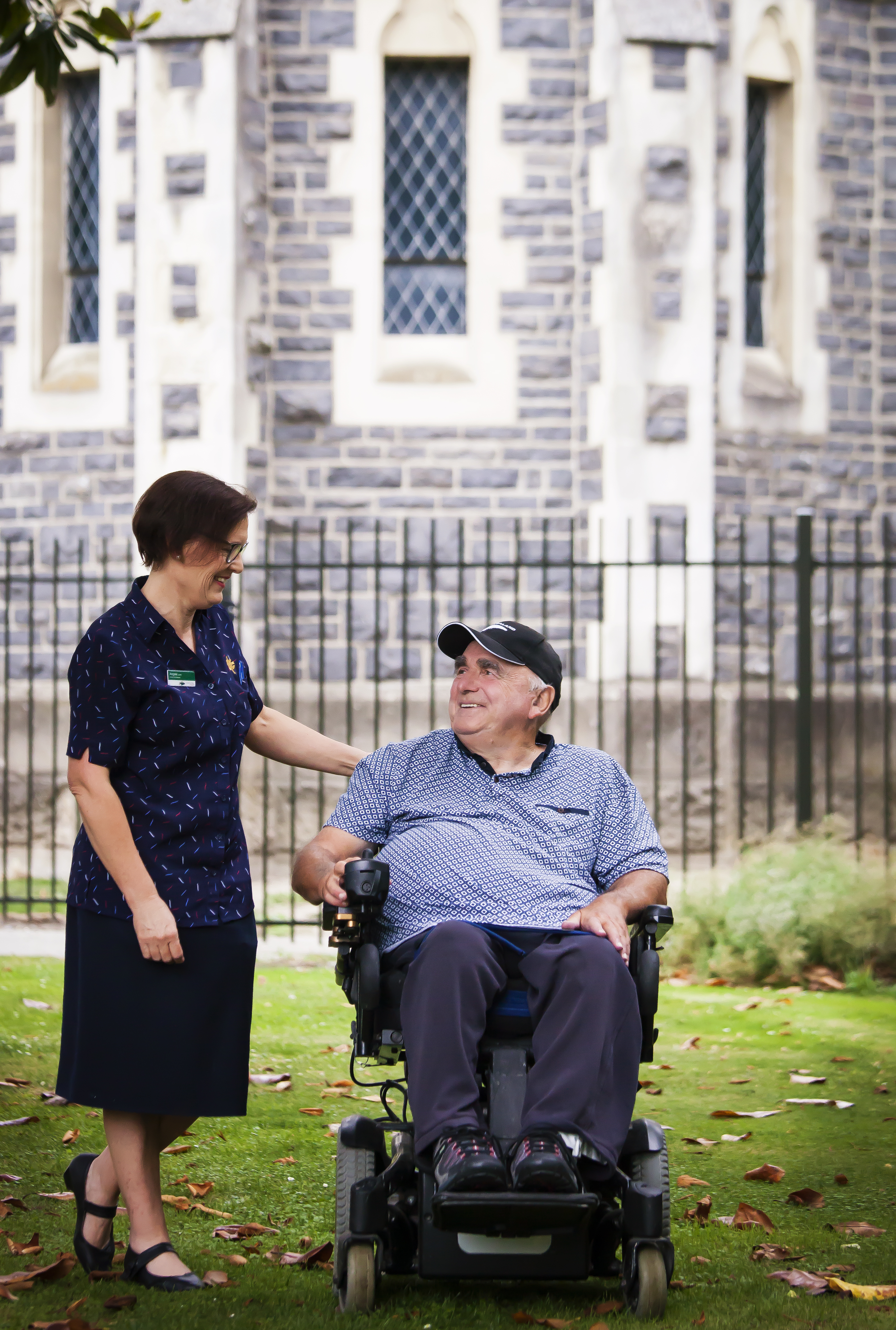
Сиделка с подопечным в Новой Зеландии

Сиделка — профессия, предполагающая уход за больным человеком, инвалидом, престарелым, утратившим возможность к самообслуживанию. Не требует медицинского образования.
В обязанности сиделки входит:
- контроль за своевременным приёмом назначенных медикаментов;
- оказание первой медицинской помощи в случае внезапного ухудшения здоровья больного, травм;
- осуществление гигиенических процедур;
- профилактика пролежней и пневмонии у лежачих больных;
- прогулки с подопечным на свежем воздухе;
- оказание психологической помощи подопечному;
- помощь бытового характера (приготовление еды, уборка и т. п.).

В официальных документах России используется термин помощник по уходу.